# Список керівників держав 1127 року
Список керівників держав 1127 року — це перелік правителів країн світу 1127 року.
Список керівників держав 1126 року — 1127 рік — Список керівників держав 1128 року — Список керівників держав за роками

## Європа
- Англія
  - Король Англії — Генріх I Боклерк (1100—1135)
- Балканський півострів
  - Дукля — король Джорде Бодінович (1125—1131)
  - Рашка — Урош I (1112—1145)
- Білорусь
  - Вітебське князівство — Святослав Всеславич (1101—1129)
  - Друцьке князівство — Рогволод Всеславич (1101—1127); Рогволод Борисович (1127—1129)
  - Полоцьке князівство — Давид Всеславич (1101—1127); Рогволод Всеславич (1127—1128)
  - Турівське князівство — В'ячеслав Володимирович (1125—1142)
- Князь Новгородський — Всеволод Мстиславич (1117—1132)
- Волзька Болгарія — Шамгун (1118—1135)
- Вельс
  - Королівство Гвінед — Гріфід II ап Кінан (1081—1137)
  - Королівство Повіс — Маредуд II (1116—1132)
- Візантійська імперія — Іоанн II Комнін (1118—1143)
  - Неаполітанське герцогство — Сергій VII (1120—1137)
- Ірландія — верховний король Тойрделбах Ва Конхобайр (1119—1156)
  - Айлех — Конхобар мак Домнайлл (1121—1128)
  - Айргіалла — Гіолла Кріст О'хЕйккніг (1101—1127); до 1130 невідомо
  - Десмонд — Кормак Мак Каргайґ (1123—1127); Доног Мак Карті (1127—1128)
  - Дублін (королівство) — Конхобар Ва Конхобайр (1126—1127); до 1142 невідомо
  - Коннахт — Тойрдельбах (Турлох) МакРуадрі (1106? — 1156)
  - Ленстер — Конхобар мак Тойрдельбайг (1126—1127) і Діармайт Мак Мурхада (1126—1171)
  - Король Міде — Мурхад мак Домнайлл Уа Маел Сехлайнн (1106—1127); Домналл мак Мурхада Уа Маел Сехлайнн (1127); Діармайт мак Домналл Уа Маел Сехлайнн (1127—1130)
  - Мунстер — Кормак Мак Каргайґ (1124—1138)
  - Ормонд (Kingdom of Ormond) — Олаф Гуа Ченнітіг (1118? — 1164)
  - Томонд — король Конхобар О'Бріан (1118—1142)
  - Улад — Аед мак Дуїнн Слейбе (1113—1127); Рагналл О'хЕохада (1127—1131)
- Італія
  - Герцогство Апулія і Калабрія — Вільгельм II (1111—1127); Рожер II (1127—1134)
  - Арборейський юдикат — Торбено (1100/1103-1130)
  - Венеційська республіка — дож Доменіко Мікеле (1117—1130)
  - Генуезька республіка — консули Іттеріо, Кафара, делла Вольта, де Марі, Сардена (1127)
  - Кальярський юдикат — Торбено (1103—1130)
  - Князівство Капуанське — Йордан II (1120—1127); Роберт II (1127-1155)
  - Герцогство Гаета — Річард III (1121-1140)
  - Лорітелло — князь Роберт II Лорітелло (1107—1137)
  - Маркграфство Монферрат — Раньєрі (Реньє) (1111—1137)
  - Салуццо (маркграфство) — Манфред I (1125—1175)
  - Графство Сицилія — граф Рожер II (1105—1130)
  - Князівство Таранто — Боемунд II (1111—1128)
  - Маркгафство Тоскана — імператорський маркграф Конрад Шаєрнський (1124—1126/1131)
  - Торреський юдикат — Костянтин I (1082—1128)
  - Принц-єпископство Тренто — Альтеманно (1124—1149)
- Кавказ
  - Цар Картлі, Кахетії та Абхазії Деметре I (1125—1156)
- Німеччина
  - Маркграфство Австрія — Леопольд III Святий (1095—1136)
  - Герцогство Баварія — Генріх Гордий (1126—1139)
  - Баденське маркграфство — Герман II (1112—1130)
  - Берг (герцогство) — Адольф III Берг (1106? — 1152)
  - Берхтесгаден (пробство) — Ебервін (1111—1142)
  - Принц-єпископство Бріксен — Регінберт (1125—1140)
  - Графство Вюртемберг — граф Конрад II (1110—1143)
  - Архієпископ Зальцбургу — Конрад I Зальцбурзький (1106—1147)
  - Герцогство Каринтія — Енгельберт (1123—1134)
  - Кельнське курфюрство — Фрідріх I фон Шварценбург (1099/1100-1131)
  - Клеве (герцогство) — Арнольд I (1119—1147)
  - Крайна (марка) — Енгельберт III (1124—1173)
  - Курпфальц — пфальцграф Готфрид Кальвський (1113—1129)
  - Ліппе-Детмольд — Бернхард I (1123—1158)
  - Лужицька марка — Альбрехт I Бранденбурзький (1124—1131)
  - Архієпископ Майнца Адальберт I (1111—1137)
  - Маркграфство Мейсен — Герман I фон Вінценбург (1124—1129)
  - Нюрнберг (бургграфство) — Готфрід II фон Рабс (1105—1137)
  - Ободрицький союз — Генріх (1093—1127); Канут (1127—1128)
  - Північна марка — Генріх II фон Штаде (1118? — 1128)
  - Герцогство Померанія — Вартислав I (1121—1135)
  - Герцогство Саксонія — Магнус (1106—1137)
  - Саксонська марка — Альбрехт I Бранденбурзький (1123—1128)
  - граф Тиролю Альбрехт II (1125—1165)
  - Фельденц (графство) — Герлах I (1112—1146)
  - Герцогство Швабія — Фрідріх II (1105—1147)
- Піренейський півострів
  - Королівство Арагон — Альфонсо I (1104—1134)
  - Барселонське графство — Рамон-Беренгер III (1097—1131)
  - Королівство Леон — король Леону Галісії та Астурії Альфонсо VII (1126—1157)
  - Графство Португалія — Афонсу I (1112—1139)
  - Сарагоська тайфа — Імад ад-Даула Абд аль-Малік (1110—1130)
  - Королівство Наварра — Альфонсо I (1104—1134)
- Польща — Болеслав III Кривоустий (1102—1138)
- Велике князівство Рязанське — Ярослав Святославич (1127—1129)
- Скандинавія
  - король Данії — Нільс (1104—1134)
  - Король Норвегії Сіґурд I Хрестоносець (1103—1130)
  - Швеція — Магнус I (1126—1130)
- Угорське князівство — король Стефан II (1116—1131)
- Україна — Київський князь Мстислав Великий (1125—1132)
  - Волинське князівство — Андрій I Добрий (1119—1135)
  - Звенигородське князівство — Володимирко Володарович (1124—1128)
  - Курське князівство — Ізяслав Мстиславич (1125—1129)
  - Перемиське князівство — Ростислав Володарович (1124—1128)
  - Переяславське князівство — Ярополк (1114—1132)
  - Сіверське князівство — Всеволод Ольгович (1115–1127)
  - Смоленське князівство — Ростислав I Мстиславич (1127—1159)
  - Чернігівське князівство — Ярослав I Святославич (1123—1127); Всеволод Ольгович (1127—1139)
- Королівство Франція — Людовик VI Гладкий (1106—1137)
  - Герцогство Аквітанія — Вільгельм IX Трубадур (1086—1127); Вільгельм X (1127—1137)
  - Арелатське королівство — Лотар II (1125—1137)
  - Герцогство Бар — Рено I (1105—1149)
  - Графство Булонь — Матильда Булонська (1125—1151)
  - Графство Бургундія — Гільйом III (1125—1127); Рено III (1127—1148)
  - Графство Нант — Конан III (1112—1148)
  - Бретонське герцогство — Конан III (1112—1148)
  - Голландія — Дірк VI (1121—1157)
  - Ено (графство) — Балдуїн IV (1120—1171)
  - Жеводан (графство) — Дульса I (1112—1130)
  - Графство Ла Марш — Ед I (1091—1128)
  - Лімбург (герцогство) — Валеран II (1119—1139)
  - Нижня Лотарингія — Готфрід V (1106/1119-1128)
  - граф Лувену і маркграф Брюсселю Готфрід I (1095—1139)
  - Люксембург (графство) — Вільгельм (1096—1131)
  - Льєзьке єпископство — Альберон I Лувенський (1123—1128)
  - Графство Мен — Фульк V (1126? — 1129)
  - Монбельяр (графство) — Тьєррі II (1105—1163)
  - Монпельє (сеньйорія) — Вільгельм VI (1121—1147)
  - Намюр (графство) — Готфрід (1102—1139)
  - Нормандія — Генріх I Боклерк (1106—1135)
  - Родез (графство) — Рішар III (1112—1135)
  - Савойське графство — Амадей III (1103—1148)
  - Графство Тулуза — Альфонс Журден (1112—1148)
  - Урхельське графство — Ерменгол VI (1102—1154)
  - Фландрія — Карл Добрий (1119—1127); Теодоріх I (1127/1128-1168)
  - Графство Фуа — Роже III де Фуа (1124—1147/1148)
- Чехія — князь Собіслав I (1125—1140)
- Шотландія
  - Король Шотландії Давид I (1124—1153)
- Святий Престол; Папська держава — папа римський Гонорій II (1124—1130)
- Вселенський патріарх — Іван IX Агапіт (1111—1134)

## Азія
- Візантійська імперія — Іоанн II Комнін (1118—1143)
- Близький Схід
  - Антіохійське князівство — Боемунд II (1111–1130)
  - князівство Галілея — Гільйом I де Бюр (1120—1142)
  - Едеське графство — Жослен I (1118—1131)
  - Єрусалимське королівство — Балдуїн II (1118–1131)
    - каштелян і сеньйор Рамли Балдуїн I де Рамла (1106—1138)
    - Сідонська сеньйорія — Євстахій II Граньє (1123—1164)

  - Графство Триполі — Понс (1112–1137)
  - Яффо-Аскалонське графство — Гуго ІІ (1122—1134)
  - Артукіди — правитель Хасанкейфа Рукн ад-Даула Дауд ібн Сокмен (1109—1144); правитель Мардіна Темюр-таш Хусам ад-дін (1122—1152)
  - Фатіміди — Аль-Амір (1101—1130)
  - Багдадський халіфат — Аль-Мустаршид Біллах (1118—1135)
  - Іракський султанат Махмуд II (1118/1119—1131)
  - Зангіди — емір Халеба та Мосула Імад ед Дін Зенгі (1127—1146)
  - Шаріфат Мекки — Фулайта ібн Касим (1123/1124-1133)
  - Наджахіди — Арва ас-Сулайхі (1086/1088-1138)
  - Румський султанат — Масуд I (1116—1156)
  - Данішмендиди в Сівасі Емір Газі (1104—1134)
  - Сельджуцька імперія — Махмуд II співправління (1119—1131) із Ахмадом Санджаром (1119—1153)
  - Зіяриди — Нізарі — Кія Бузург-Умід (1124—1138)
  - Держава Ширваншахів — Манучехр III Великий (1120—1160)
  - Ділмачогуллари — Тоган Арслан-бей (1104—1137/1138)
  - Іналогуллари — Іль-Алда (1110—1142)
  - Буріди — Тугтегін (1104—1128)
- Сюнікське царство — Григор II Сенекерімян (1096—1166)
- Шах-Арменіди — Ібрагім Загір ад-Дін (1112—1127); Ахмад (1127—1128)
- Мацнабердське князівство — Давид (1113—1145)
- Династія Лі — Лі Нян Тонг (1072—1128)
- Індія
  - Східні Ганги — Анантаварман Чодаганга (1078—1147)
  - магараджахіраджа Гаріяни Магіпала (1105—1128)
  - Гуджарадеша — Джаясімха Сідхараджа (1092—1143)
  - Гаґавадали — Говіндачандра (1114—1155)
  - Династія Какатіїв — Прола II (1110/1116—1157/1158)
  - Династія Карнат — Наньядева (1097—1147)
  - самраат Кашмірської держави (Династія Лохара) — Суссала (1121—1128), вдруге
  - Мевар (князівство) — до 1164 невідомо
  - Імперія Пала — Кумарапала (1126—1128)
  - Парамара — Нара-варман (1097—1134)
  - Полоннарува — Вікрамабаху I (1110—1132)
  - Династія Сена — Віджаясена (1096—1159)
  - Династія Тхакурі — Махендрадева або Індрадева (1126—?)
  - Саканбарі — нріпа Аджаяраджа II (1110—1135)
  - Династія Сеунів — невідомі правителі (1120—1145)
  - Держава Хойсалів — Вішнувардхана Хойсала (1108—1152)
  - Західні Чалук'ї — Сомешвара III (1126—1138)
  - Чандела — магараджа Джеджа-Бхукті Прітвіварман (1120—1128/1129)
  - магараджа держави Чеді й Дагали Гаякарна (1123—1153)
  - Чола — Віккрама Чола (1118—1135)
- Індонезія
  - Кедірі (королівство) — Шрі Барнесвара (1112—1135)
  - Сунда — Ланглангбхумі (між 1064 і 1154)
- Китай; Монголія
  - Далі — Дуань Ю (1108—1147)
  - 1-й хан караїтів Маркуз Буюрук-хан (1125—1150)
  - ідикут Кучі — Більге (1126 — ?)
  - 1-й хан найманів Наркеш Даян-хан (1127—1143)
  - Династія Сун — Чжао Хуань (1126—1127); Чжао Гоу (1127—1169)
  - Західна Ся — Лі Ґаньшунь (1086—1139)
  - Династія Цзінь — Ваньянь Шен (1123—1135)
- Корея
  - Корьо — Інджон (1122—1146)
- Паганське царство — король Кансу I (1112—1167)
- Персія і Середня Азія
  - Ахмадили (Ahmadilis) — Ак Сункур I (1122—1134)
  - Баванди — Алі I (1118—1142)
  - Газневіди — Бахрам-шах (1117—1157)
  - Какуїди — Гаршасп II (1095—1141)
  - Західнокараханідське ханство — Арслан-хан (1102—1130)
  - Керманський султанат — Арслан-шах I (1101—1142)
  - шах Хорезму — Мухаммед I (1097—1127); Ала ад-Дін Атсиз (1127—1156; з перервою)
  - Шеддадіди — в Ані правив Фадл (Фазлун) IV ібн Шавур II (1125 — ?)
- Кхмерська імперія — Сур'яварман II (1113—1145/1150)
- Середня Азія
  - Каракитайське ханство — Єлу Даші (1124—1143)
  - Східнокараханідське ханство — Нур ад-Даула Ахмад (1103—1128)
- Японія — Імператор Тоба (1107—1129)

## Африка
- Альморавіди — Алі ібн Юсуф (1106—1147)
- Зіріди — Абу'л-Хасан аль-Хасан ібн Алі (1121—1148)
- Кілва (султанат) — аль-Хасан ібн Дауд (1106? — 1129?)
- Макурія — Василеос (1089? — 1130?)
- Нрі — Езе Нрі Намоке (1090—1158)
- Фатіміди — Аль-Амір (1101—1130)
- Хаммадіди — Ях'я ібн Абд аль-Азіз (1121—1152)

## Північна Америка
- Ацкапоцалько — ? до 1240
- Маяпанська ліга — ? до 1195